# Mikkel Beckmann
Pour les articles homonymes, voir Beckmann.
Mikkel Beckmann, né le 24 octobre 1983 à Virum au Danemark, est un footballeur international danois évoluant au poste d'attaquant.

## Biographie
Mikkel Beckmann commence sa carrière au Lyngby BK en 2003 ; il restera cinq saisons. Il rejoint ensuite le club du Randers FC en 2008.

Il rejoint Elfsborg à l’été 2013. Après deux années décevantes, il signe pour un an et demi avec le club danois Hobro,.

## Sélection du Danemark
Il est sélectionné en équipe du Danemark depuis le 6 février 2008 et un match amical remporté (2-1) sur le terrain de la Slovénie.
Il fait partie du groupe des vingt-trois sélectionnés pour la Coupe du monde 2010 durant laquelle il participera au match de poule perdu (0-2) contre les Pays-Bas.

## Palmarès
Lyngby BK
- Champion de D2 danoise (1) : 2007

 FC Nordsjælland
- Champion du Danemark (1) : 2012

 IF Elfsborg
- Coupe de Suède (1) : 2014